# Gravine di Matera
Pour les articles homonymes, voir Matera (homonymie).
Les Gravine di Matera (littéralement Ravins de Matera) sont des incisions érosives similaires aux canyons trouvés dans la province de Matera. Les ravins présentent des morphologies karstiques typiques de la Murgia, celles de Matera sont quelques-uns des ravins de la Basilicate et des Pouilles.

## Site d'intérêt communautaire
En 2005, les Gravine di Matera ont été inscrits sur la liste du Ministère des sites d'intérêt communautaire. Ils sont situés sur le territoire du Parco della Murgia Materana et sont donc inclus dans la zone définie comme site du patrimoine mondial.

## Territoire
La Gravina di Matera est née dans les stagnations récupérées à Pantano, au nord de la ville de Matera ; elle longe les Sassi di Matera, où elle se jette dans le canyon profond et reçoit de la rive gauche la confluence du ruisseau Jesce, qui prend sa source dans la région d'Altamura. Après avoir dépassé la ville de Matera, elle longe la zone bâtie de Montescaglioso et se jette dans la rivière Bradano après une vingtaine de kilomètres.

La Gravina di Picciano est née sur le territoire de Gravina in Puglia et après avoir traversé la plaine du village La Martella se jette dans la rivière Bradano, immédiatement en aval de la réserve régionale de San Giuliano. 

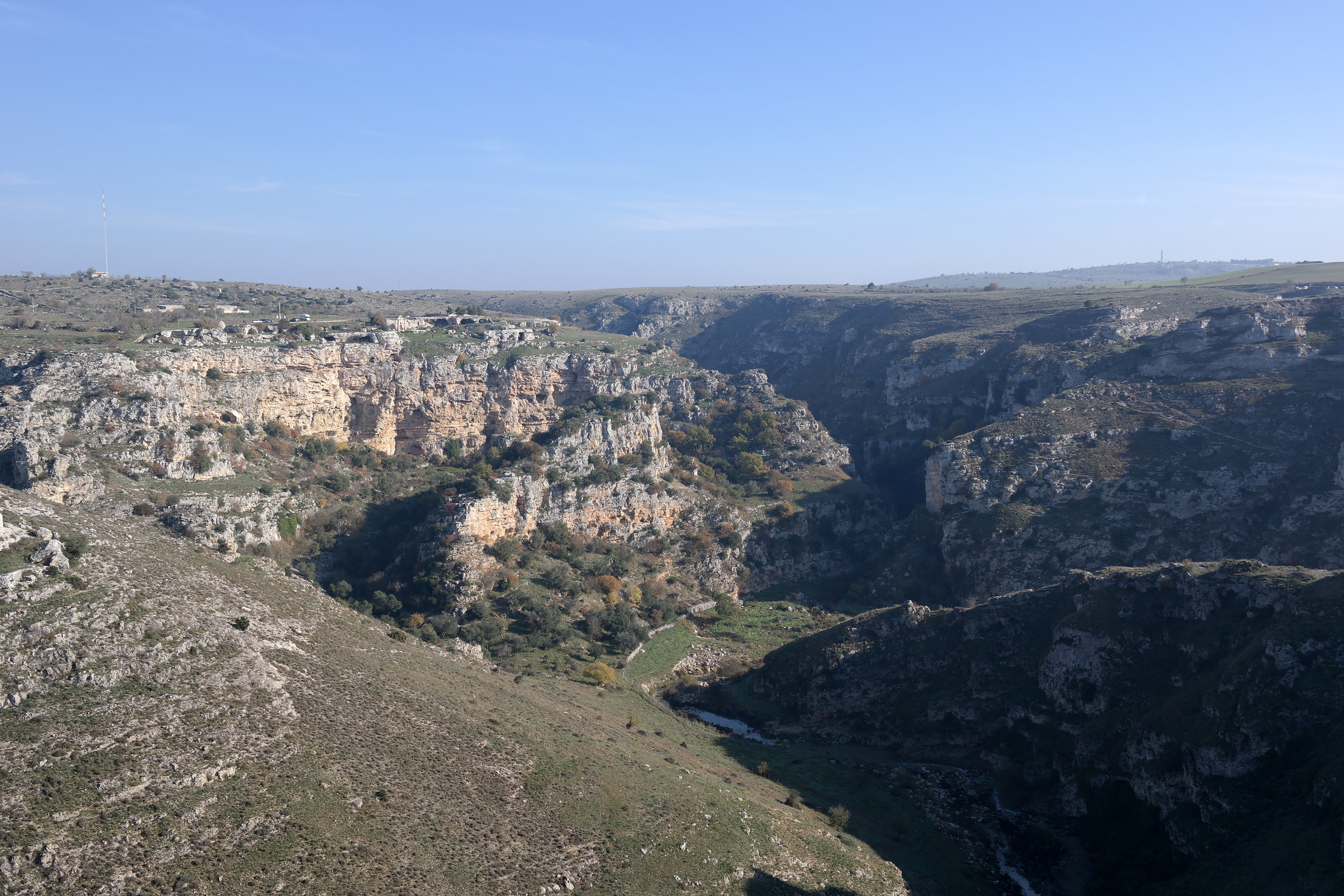

## Articles associés
- Gravina (géologie)
- Sassi di Matera